# ألبرت جيمس سميث
ألبرت جيمس سميث هو محامي وسياسي كندي، ولد في 12 مارس 1822 في كندا، وتوفي في 30 يونيو 1883 في دورتشستر في كندا. حزبياً، نشط في الحزب الليبرالي الكندي. وقد انتخب عضو مجلس العموم الكندي عن دائرة Westmorland (federal electoral district) ‏ (1867 – 1882) وانتخب Premier of New Brunswick ‏ (21 سبتمبر 1865 – 14 أبريل 1866).